# Jolijn Heuvels
Jolijn Heuvels (Denekamp, 22 augustus 1986) is een Nederlands voetbalster die tot 2015 uitkwam voor PEC Zwolle.

## Clubcarrière

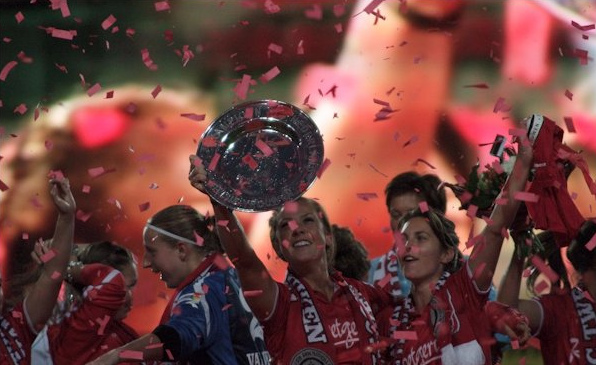
Heuvels (rechts van Nick die de schaal vasthoudt) viert het kampioenschap.

Heuvels vertrok op 17-jarige leeftijd naar de Duitse voetbalclub FFC Heike Rheine. Ze speelde daar drie seizoen in de Bundesliga, een vrouwenvoetbal competitie die tot de beste van de wereld gerekend mag worden. Ze kwam ook uit voor Oranje onder 17 en Oranje onder 19.
In de zomer van 2007 koos ze ervoor om bij FC Twente aan de slag te gaan. De nieuw opgerichte Eredivisie voor vrouwen wilde ze graag vanaf het begin meemaken. Ook het feit dat ze zelf uit Twente komt speelde mee in haar beslissing. Zo heeft Heuvels al diverse wedstrijden in De Grolsch Veste van het mannenelftal van FC Twente bezocht. Haar inbreng was echter zeer beperkt. In totaal zou ze tijdens vijf competitieduels tussen de lijnen verschijnen. Op 24 mei 2008 stond Heuvels tijdens de bekerfinale in het basiselftal van FC Twente. Ze moest echter al voor de rust het veld verlaten vanwege haar tweede gele kaart. De teleurstelling zou niet lang duren, want de overige dames wisten de winst veilig te stellen, zodat FC Twente de beker won. Ook in de seizoenen erna weet ze geen vaste basisplaats te veroveren, maar verschijnt ze wel regelmatig binnen de lijnen. In 2011 werd ze landskampioen met de club. Hierna verliet Heuvels FC Twente. Met ingang van seizoen 2011/12 ging ze voor PEC Zwolle voetballen. Na vier seizoenen in Zwolle te hebben gespeeld werd er in 2015 afscheid genomen van Heuvels.

## Carrièrestatistieken
| Seizoen                   | Club             | Land            | Competitie            | Competitie | Competitie | Beker | Beker | Internationaal | Internationaal | Overig | Overig | Totaal | Totaal |
| Seizoen                   | Club             | Land            | Competitie            | Wed.       | Dlp.       | Wed.  | Dlp.  | Wed.           | Dlp.           | Wed.   | Dlp.   | Wed.   | Dlp.   |
| ------------------------- | ---------------- | --------------- | --------------------- | ---------- | ---------- | ----- | ----- | -------------- | -------------- | ------ | ------ | ------ | ------ |
| 2004/05                   | FFC Heike Rheine | Duitsland       | Bundesliga            | 13         | 0          | –     | –     | –              | –              | –      | –      | 13     | 0      |
| 2005/06                   | FFC Heike Rheine | Duitsland       | Bundesliga            | 18         | 0          | –     | –     | –              | –              | –      | –      | 18     | 0      |
| 2006/07                   | FFC Heike Rheine | Duitsland       | Bundesliga            | 2          | 0          | –     | –     | –              | –              | –      | –      | 2      | 0      |
| 2007/08                   | FC Twente        | Nederland       | Eredivisie            | 5          | 0          | 3     | 0     | –              | –              | –      | –      | 8      | 0      |
| 2008/09                   | FC Twente        | Nederland       | Eredivisie            | 12         | 0          | 1     | 0     | –              | –              | –      | –      | 13     | 0      |
| 2009/10                   | FC Twente        | Nederland       | Eredivisie            | 7          | 0          | 4     | 0     | –              | –              | –      | –      | 11     | 0      |
| 2010/11                   | FC Twente        | Nederland       | Eredivisie            | 3          | 0          | 1     | 0     | –              | –              | –      | –      | 4      | 0      |
| 2011/12                   | FC Zwolle        | Nederland       | Eredivisie            | 16         | 1          | –*    | 0     | –              | –              | –      | –      | 16     | 1      |
| 2012/13                   | PEC Zwolle       | Nederland       | BeNe League Orange    | 14         | 0          | –*    | 0     | –              | –              | –      | –      | 14     | 0      |
| 2012/13                   | PEC Zwolle       | Nederland       | Women's BeNe League B | 14         | 0          | 1*    | 0     | –              | –              | –      | –      | 15     | 0      |
| 2013/14                   | PEC Zwolle       | Nederland       | Women's BeNe League   | 16         | 0          | 1*    | 0     | –              | –              | –      | –      | 17     | 0      |
| 2014/15                   | PEC Zwolle       | Nederland       | Women's BeNe League   | 23         | 0          | 0*    | 0     | –              | –              | –      | –      | 23     | 0      |
| Carrière totaal           | Carrière totaal  | Carrière totaal | Carrière totaal       | 143        | 1          | 11    | 0     | 0              | 0              | 0      | 0      | 154    | 1      |
| Bijgewerkt tot 9 mei 2015 |                  |                 |                       |            |            |       |       |                |                |        |        |        |        |

## Interlandcarrière

### Nederland
Op 8 februari 2013 debuteerde Heuvels voor Nederland in een vriendschappelijke wedstrijd tegen België (3 – 2).
| Interlands van Jolijn Heuvels voor Nederland | Interlands van Jolijn Heuvels voor Nederland | Interlands van Jolijn Heuvels voor Nederland | Interlands van Jolijn Heuvels voor Nederland | Interlands van Jolijn Heuvels voor Nederland | Interlands van Jolijn Heuvels voor Nederland |
| №                                            | Datum                                        | Wedstrijd                                    | Uitslag                                      | Soort Wedstrijd                              | Doelpunten                                   |
| Als speler bij PEC Zwolle                    | Als speler bij PEC Zwolle                    | Als speler bij PEC Zwolle                    | Als speler bij PEC Zwolle                    | Als speler bij PEC Zwolle                    | Als speler bij PEC Zwolle                    |
| -------------------------------------------- | -------------------------------------------- | -------------------------------------------- | -------------------------------------------- | -------------------------------------------- | -------------------------------------------- |
| 1.                                           | 8 februari 2013                              | België – Nederland                           | 2 – 3                                        | Vriendschappelijk                            | 0                                            |

### Nederland onder 19
Op 6 april 2005 debuteerde Heuvels voor Nederland –19 in een vriendschappelijke wedstrijd tegen Noord-Ierland –19 (3 – 0).
| Interlands van Jolijn Heuvels   | Interlands van Jolijn Heuvels   | Interlands van Jolijn Heuvels   | Interlands van Jolijn Heuvels   | Interlands van Jolijn Heuvels   | Interlands van Jolijn Heuvels   |
| №                               | Datum                           | Wedstrijd                       | Uitslag                         | Soort Wedstrijd                 | Doelpunten                      |
| Als speler bij FFC Heike Rheine | Als speler bij FFC Heike Rheine | Als speler bij FFC Heike Rheine | Als speler bij FFC Heike Rheine | Als speler bij FFC Heike Rheine | Als speler bij FFC Heike Rheine |
| ------------------------------- | ------------------------------- | ------------------------------- | ------------------------------- | ------------------------------- | ------------------------------- |
| 1.                              | 6 april 2005                    | Nederland – Noord-Ierland       | 3 – 0                           | Vriendschappelijk               | 0                               |
| 2.                              | 25 april 2005                   | Nederland – Finland             | 0 – 1                           | Kwalificatie EK –19             | 0                               |
| 3.                              | 27 april 2005                   | Nederland – Griekenland         | 2 – 0                           | Kwalificatie EK –19             | 0                               |
| 4.                              | 29 april 2005                   | Wales – Nederland               | 1 – 3                           | Kwalificatie EK –19             | 0                               |

## Erelijst

### MetFC Twente
| Nationaal               |    |         |
| Landskampioen Nederland | 1x | 2010/11 |
| Winnaar KNVB beker      | 1x | 2007/08 |